# Haloti Ngata

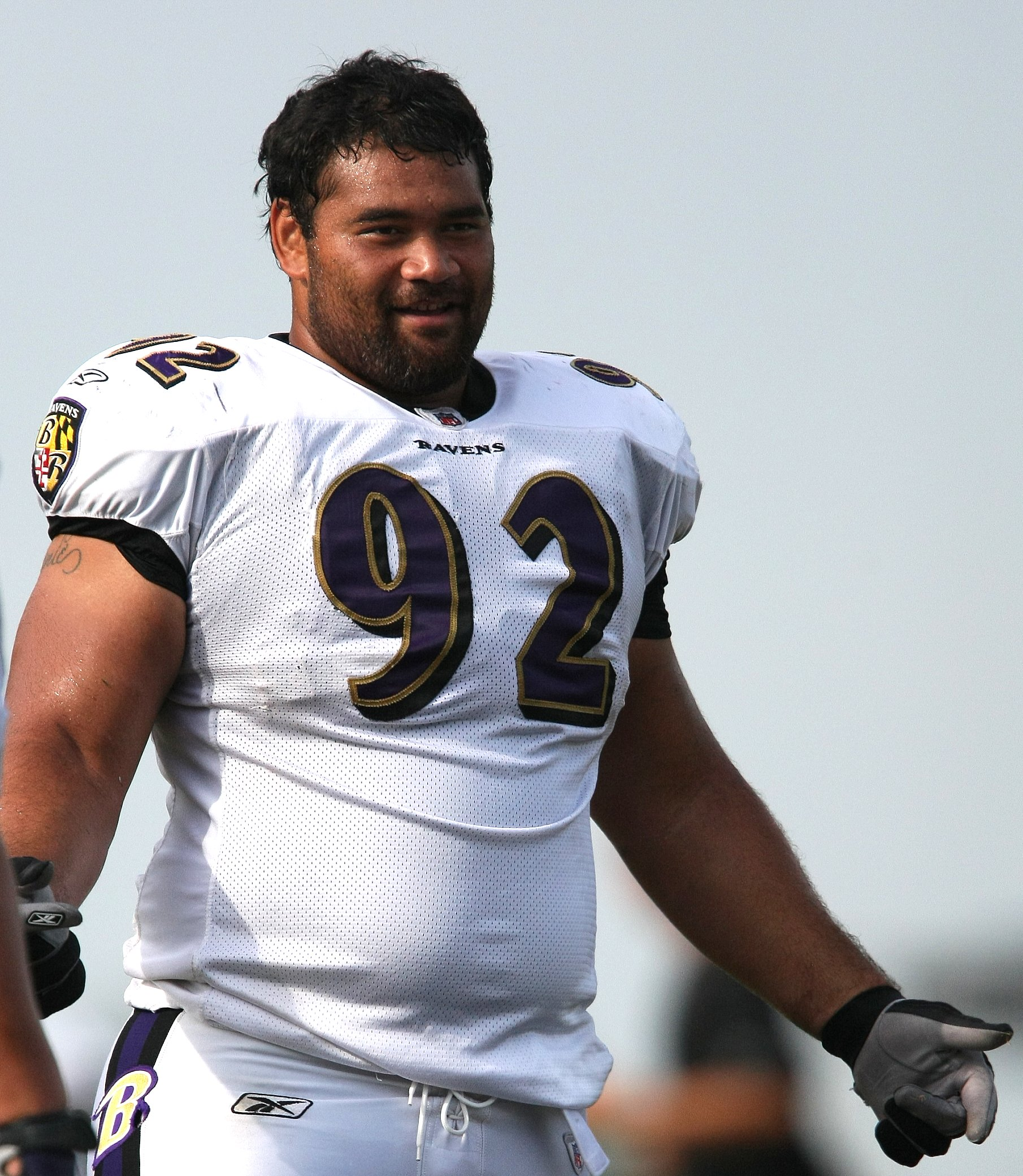
Haloti Ngata em 2009.

Etuini Haloti Ngata (21 de janeiro de 1984) é um ex-jogador de futebol americano que atua na posição de defensive tackle e defensive end na National Football League (NFL). Ele jogou futebol americano pela Universidade de Oregon e conquistou a honra All-American. O Baltimore Ravens o escolheu no primeiro round do Draft da NFL de 2006, e ele foi selecionado cinco vezes para o Pro Bowl e uma vez campeão do Super Bowl.